# Костенец (цветковое растение)
Костене́ц (лат. Holósteum) — род травянистых растений семейства Гвоздичные.

## Название
Научное название рода происходит от др.-греч. ὅλος — «целый» и ὀστέον — «кость», то есть «Цельнокостница». По названию можно было бы ожидать, что растение очень твёрдое, но оно названо по принципу антифразы, в протиположность его свойствам. К. Линней использовал это слово и как видовой эпитет (Stellaria holostea — Звездатка ланцетолистная, или звездчатка жёстколистная).
Русское ботаническое «костенец» — перевод латинского названия.

## Ботаническое описание
Однолетники 3—25 (30) см высотой с прямостоячими стеблями, обычно хотя бы отчасти покрытыми короткими железистыми волосками, реже голыми. Стеблевые листья в числе 1—3 пар, сидячие, от яйцевидных до ланцетно-линейных, сизоватые, обычно по краям покрытые железистыми волосками, реже голые, прикорневые более или менее оттянутые к основанию.
Соцветие верхушечное, зонтиковидное из дихазиев. Цветки обоеполые, пятимерные. Чашечка из 5 ланцетно-яйцевидных или яйцевидных, острых или туповатых чашелистиков 3,5—5 мм длиной со слабой жилкой, голых или покрытых короткими железистыми волосками. Лепестков 5, белых, реже светло-розовых, более или менее равные чашечке или не более чем в 2 раза длиннее её, цельные, но не редко неправильно зубчатые в верхней части. Тычинок 2—10. Столбиков 3. Завязь одногнездная, с многочисленными семязачатками и 3 стилодиями.
Плод — продолговатая коробочка обычно в 1,5 раза длиннее чашечки, вскрывающаяся 6 наружу заворачивающимися зубчиками.
Семена 0,7—1,3 мм длиной, буроватые, тупогородчатые.

## Географическое распространение и экология
В роде 5—6 видов, распространённых во внеарктической Европе, Средней, Центральной и Юго-Западной Азии.

## Номенклатура и систематика
Типовой вид рода Holosteum umbellatum L. typus — Костенец зонтичный

### Виды
- Holosteum glutinosum Fisch. & C.A.Mey. — Костенец липкий
- Holosteum kobresietorum Rech.f.
- Holosteum marginatum C.A.Mey. — Костенец окаймлённый
- Holosteum polygamum K.Koch
- Holosteum umbellatum L. — Костенец зонтичный